# Bismarckia nobilis
Palmier de Bismarck
Espèce
Classification phylogénétique
Statut de conservation UICN

 LC  : Préoccupation mineure

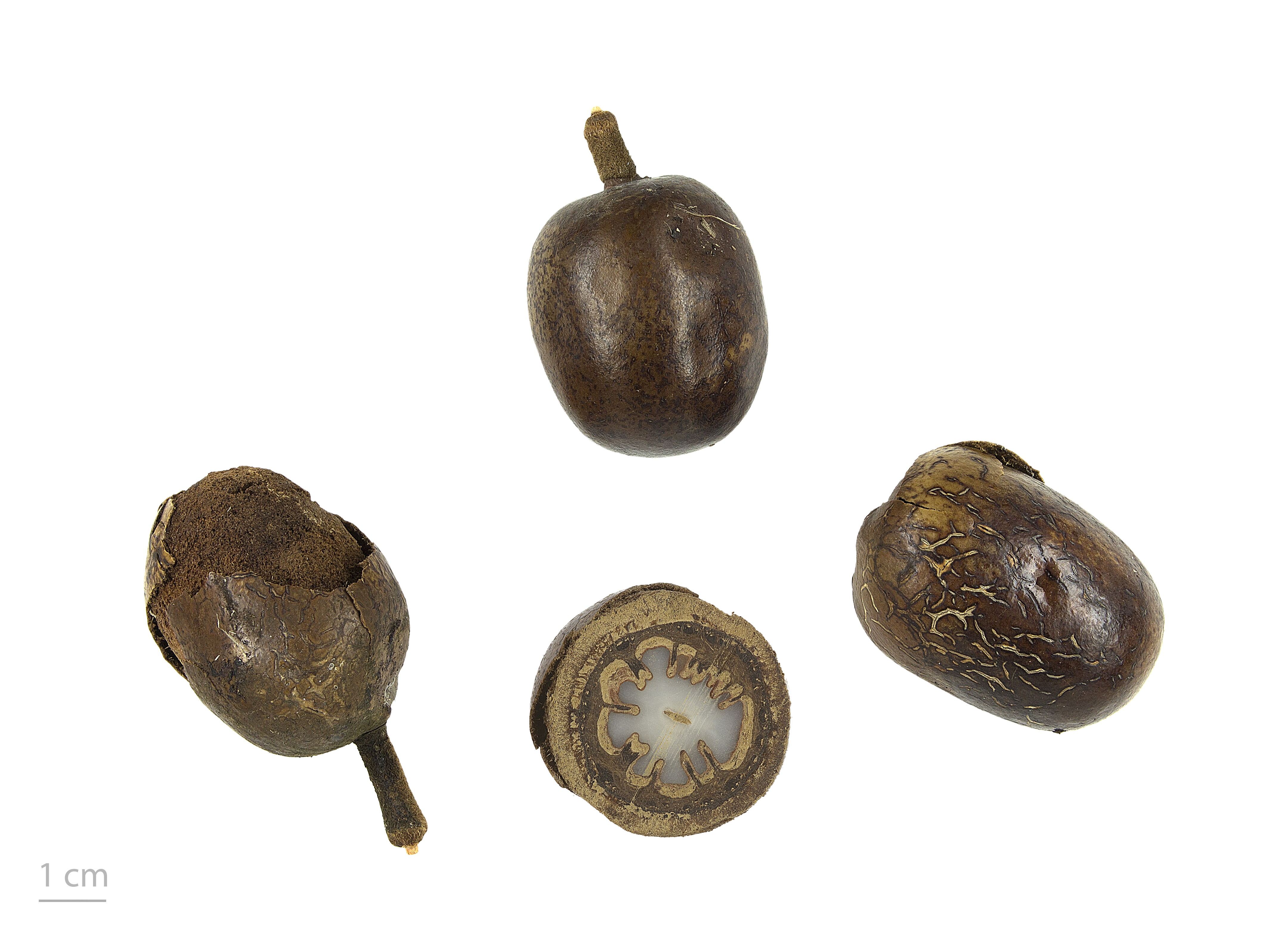
Bismarckia nobilis - Muséum de Toulouse

Le Palmier de Bismarck (Bismarckia nobilis) est une espèce de la famille des Arecaceae, endémique de Madagascar (centre et ouest de l’île). Il s'agit de la seule espèce du genre Bismarckia. Il est remarquable à bien des égards : sa couleur bleue, sa forme régulière et son port imposant. Ses qualités ornementales appréciées de l'être humain valent à cette espèce d'être largement cultivée à des fins ornementales dans les régions tropicales ou méditerranéennes du monde entier.

## Nom vernaculaire
Latanier blanc[réf. nécessaire].

## Répartition
Ce taxon se rencontre dans le pays suivant : Madagascar.

## Systématique
Le nom correct complet (avec auteur) de ce taxon est Bismarckia nobilis Hildebrandt & H.Wendl..
Ce taxon porte en français les noms vernaculaires ou normalisés suivants : Bismarckie noble, Palmier Bismarck, palmier de Bismarck.

### Synonyme
Bismarckia nobilis a pour synonymes :
- Medemia nobilis (Hildebr. & H.Wendl.) Gall.
- Medemia nobilis (Hildebrandt & H.Wendl.) Bureau
- Medemia nobilis (Hildebrandt & H.Wendl.) Drude

## Description
- Stipe : le stipe est gris et lisse, il atteint 25 m de hauteur sur des sujets très âgés[réf. nécessaire].
- Feuilles : les feuilles sont costapalmées, grandes et très coriaces, atteignant 3 mètres de diamètre. Dans un climat sec les feuilles sont d’une magnifique couleur gris bleuté induite par une fine couche de cire en surface. Le plissage impeccable de ses feuilles magnifiques fait oublier la rudesse de son nom de genre[réf. nécessaire].
- Inflorescence : les fleurs mâles et femelles sont portées par des arbres différents[réf. nécessaire].
- Fruits : globuleux, de couleur marron de 4 cm de diamètre[réf. nécessaire].

## Répartition
Ce taxon est endémique de Madagascar.

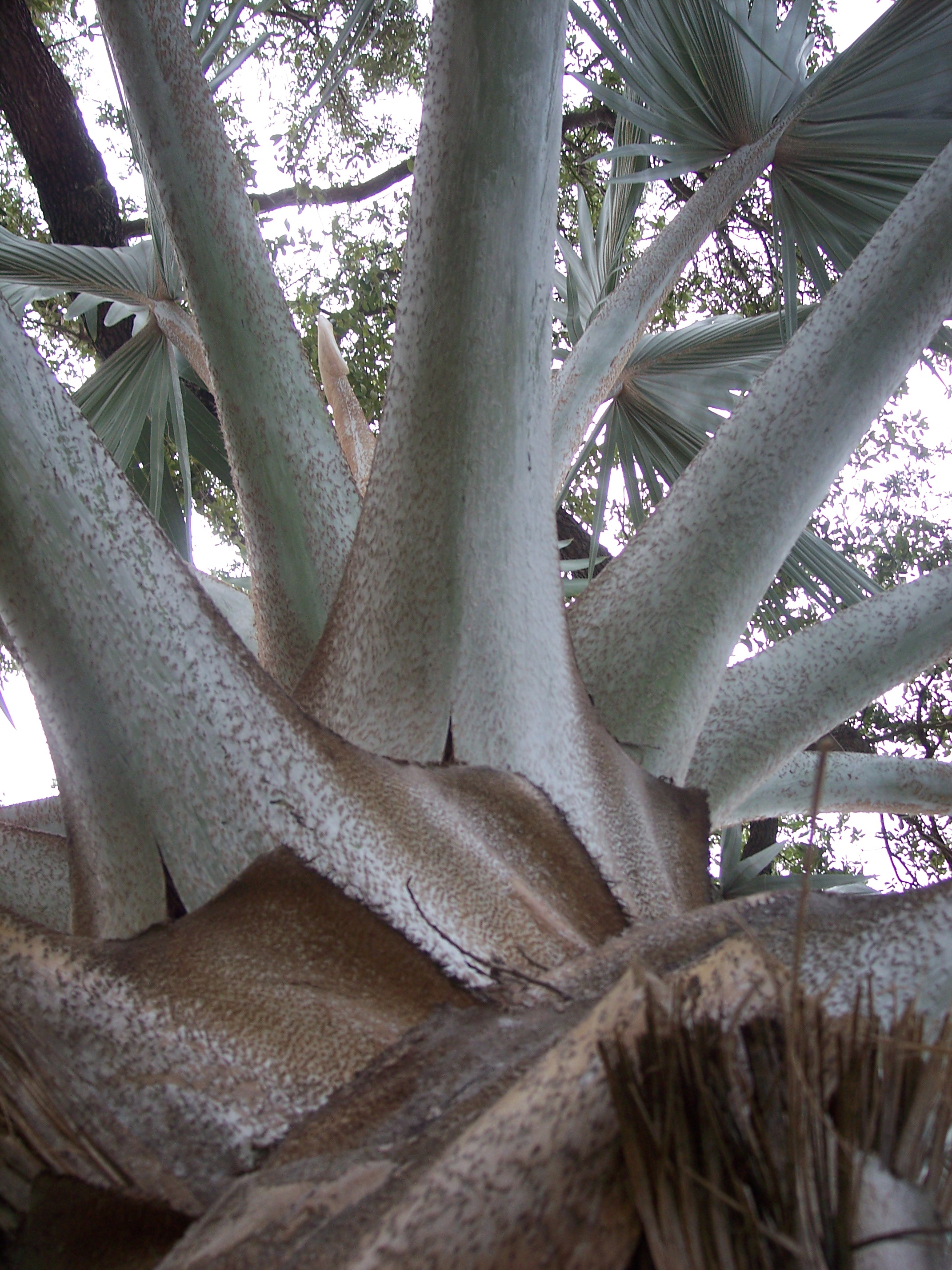
Un bismarckia nobilis

## Habitat
Bismarckia nobilis est une espèce des zones sèches, des savanes ou des régions semi-arborées.
Le genre Bismarckia est proche sur le plan taxinomique du genre Borassus (palmier à sucre)[réf. nécessaire].

## Culture
L'espèce est largement cultivée sous la plupart des climats tropicaux, subtropicaux et tempérés chauds. En ont été plantés par exemple en Nouvelle-Calédonie ou en Australie dans le Queensland.
Les adultes se plaisent en plein soleil. Intéressant pour les zones sèches, ils ne demandent un arrosage régulier que durant les premières années suivant la plantation. Mais dans ces conditions la croissance sera très lente. En climat humide la croissance sera plus rapide mais la couleur des feuilles sera moins intense[réf. nécessaire].
Ce palmier est prisé pour sa tolérance la sécheresse et sa résistance aux maladies. Sa culture demande de grands espaces pour adapter son volume important[réf. nécessaire].

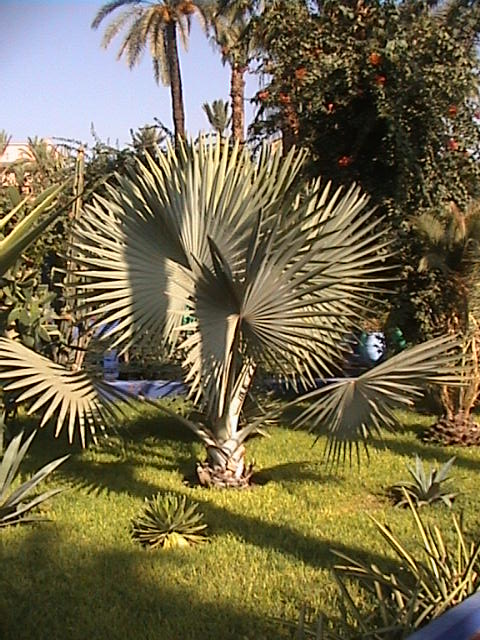
Bismarckia nobilis

### Résistance au froid du Bismarckia
Les chiffres sont donnés à titre indicatif. Ils donnent l'endurance maximale au froid dans de bonnes conditions : froid bref et air sec.
Des sujets bien établis ont montré une résistance à des gels très légers (-1 °C). Ils supportent des gels plus prononcés (-6 °C) mais le feuillage complètement brûlé demandera un certain temps pour se rétablir sur une période chaude prolongée[réf. nécessaire].